# Майкл Пескін
Майкл Пескін (англ. Michael Peskin; 27 жовтня 1951, Філадельфія) — американській фізик-теоретик.

## Біографія
Отримав додипломну освіту в Гарвардському університеті і йому присуджено ступінь доктора філософії в 1978 р. в Корнельському університеті під науковим керівництвом Кеннета Вільсона. У 1977—1980 р. належав до Товариства гарвардських стипендіатів.
Професор у теоретичній групі Стенфордського центру лінійного прискорювача. У 2000 р. обраний членом Американської академії мистецтв і наук.
Пескін відомий завдяки популярному підручнику квантової теорії поля, написаному у співавторстві з Деніелом Шродером, а також параметрами Пескіна-Такеші, які відіграють важливу роль у фізичних теоріях за межами Стандартної моделі. Є автором багатьох популярних оглядових статей. Виступає прихильником побудови майбутнього лінійного коллайдера.